# 伯斯體育場
伯斯體育場是一座位於西澳大利亚伯斯的綜合性體育場。完工後，可容納60000人，將成為澳洲第三大體育場（排在墨爾本板球場和澳大利亞體育場之後）。
在2017年11月8日，西澳政府宣佈將該場館的命名權給予Optus，是為Optus體育場，為期十年。

## 外部連結
- 伯斯體育場官方開發網站
- Remediation and Redevelopment of the Swan Portland Cement Site, Burswood, (January, 1998) the Environmental Protection Authority